# Ramichloridium ellipticum
Ramichloridium ellipticum är en svampart som först beskrevs av A.D. Sharma & Munjal, och fick sitt nu gällande namn av de Hoog 1983. Ramichloridium ellipticum ingår i släktet Ramichloridium och familjen Mycosphaerellaceae.   Inga underarter finns listade i Catalogue of Life.